# IFK Lidingö
IFK Lidingö (schwedisch: Idrottsföreningen Kamraterna „Sportvereinigung Die Kameraden“) ist ein schwedischer Sportverein aus Lidingö.
Im 1932 gegründeten Verein wird vor allem Fußball, Leichtathletik, Handball und Orientierungslauf angeboten. Weitere Sportarten sind unter anderem Badminton und Schwimmen.
Bekannte Sportler des Vereins sind Mikael Dorsin und Ludmila Engquist.
Die Herren-Handballmannschaft war 1949 schwedischer Meister.
Die Eishockeyabteilung nahm während mehrerer Spielzeiten an der schwedischen Meisterschaft sowie der zweithöchsten Spielklasse des Landes teil. 

## Orientierungslauf
Die Herrenstaffel des Vereins gewann 1951 die Tiomila, 2010 siegten die Damen. 1999 gewann der Verein die 25-manna. Eine Reihe bekannter ausländischer Läufer wie die Weltmeister Lucie Böhm (1997) und Graham Gristwood (2008) starteten für Lidingö.

### Bekannte Läufer
- Marthe Andersson († 2003)
- Annika Billstam (* 1976)
- Lucie Böhm (* 1974)
- Mårten Boström (* 1982)
- Holger Hott (* 1974)
- Fredrik Johansson (* 1986)
- Signe Søes (* 1983)
- Chris Terkelsen (* 1972)